# رنویل (مینه‌سوتا)
رنویل، مینه‌سوتا (به انگلیسی: Renville, Minnesota) یک شهر در ایالات متحده آمریکا است که در شهرستان رنویل واقع شده‌است.

## خصوصیات
رنویل ۳٫۶۰ کیلومترمربع مساحت و ۱٬۲۸۷ نفر جمعیت دارد و ۳۲۷ متر بالاتر از سطح دریا واقع شده‌است.